# Рясій
Ряський період, рясій (дав.-гр. ῥύαξ — потік магми) — другий геологічний період палеопротерозойської ери. Продовжувався 2300—2050 мільйонів років тому.
Утворюється Бушвельдський комплекс і інші схожі інтрузії.
У кінці Рясію (близько 2100 мільйонів років тому) завершується Гуронське зледеніння.
З'являються передумови до появи еукаріотів.